# Ange Laurent Lalive de Jully
Ange-Laurent de La Live de July, marquis de Removille, baron du Châtelet, né le 2 octobre 1725 rue Saint-Honoré à Paris et mort le 18 mars 1779 à l'hôtel de la rue Ménars, est un financier français passionné des arts, peintre et graveur amateur.

## Biographie
La Live de Jully est le fils du fermier général Louis Denis Lalive de Bellegarde et de  Marie-Josèphe Prouveur du Pont.
Le 30 juin 1741, il épouse Louise-Élisabeth Chambon, réputée de mœurs légères : Madame d'Épinay nous a appris qu'elle "poussait l'absence de préjugés jusqu'à la limite où elle prend un autre nom". Elle eut un fils, le 7 juin 1750; elle mourut en décembre 1752, foudroyée par la petite vérole.

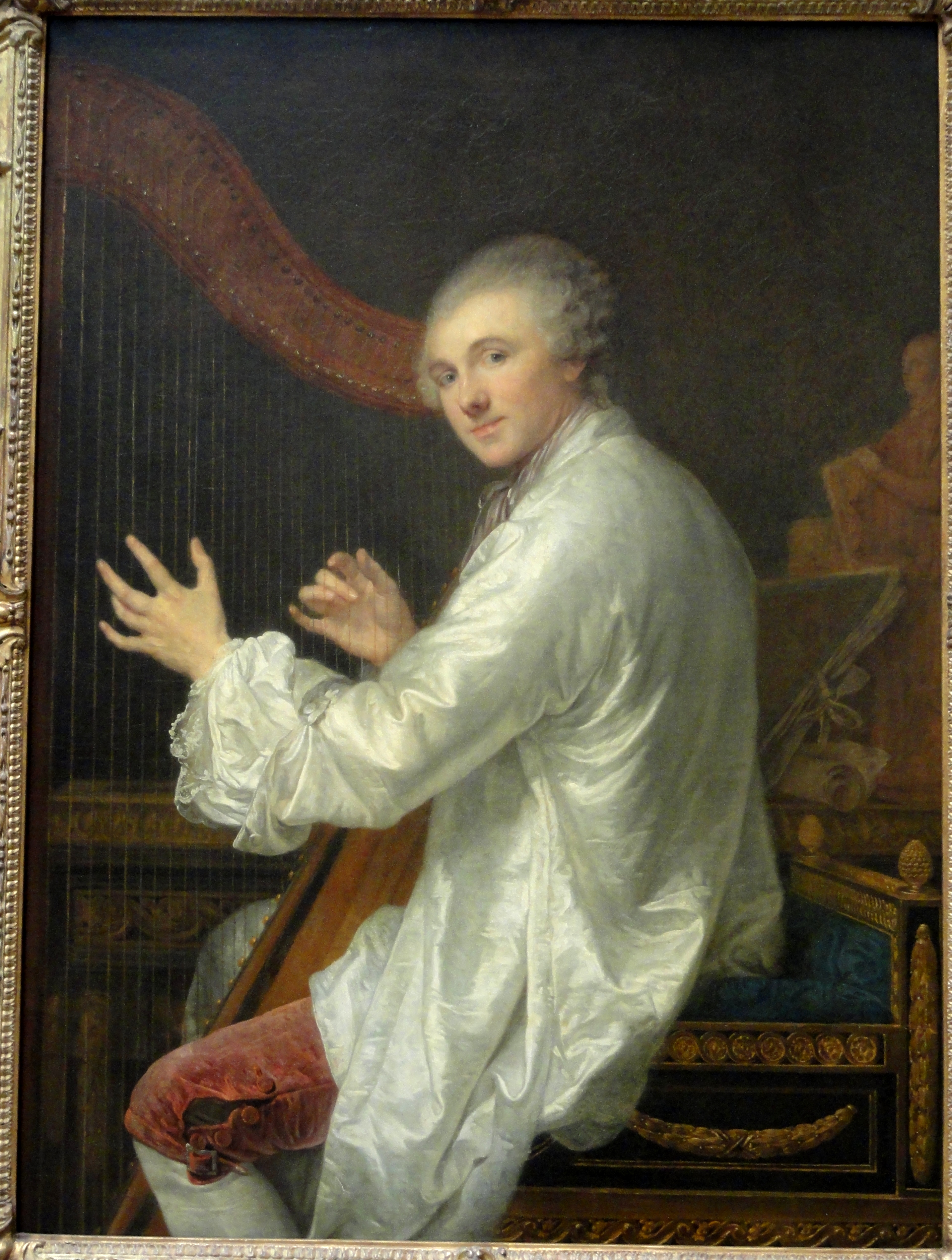
Ange Laurent de La Live de Jully, par Jean Baptiste Greuze, vers 1759, National Gallery of Art, Washington

On lui connaît des missions politiques à Genève.
Le 1er aout 1762, il épouse en secondes noces Marie-Louise Josèphe de Nettine (1742-1808), fille du banquier bruxellois Matthias de Nettine et de Barbe Stouppy (en), devenant ainsi le beau-frère de Jean-Joseph de Laborde, propriétaire du château de Méréville. De son mobilier a subsisté un secrétaire à abattant marqueté portant ses initiales (photographié en 2008 dans le "bureau Leleu" de l'ex-hôtel de La Vaupalière à Paris, siège du groupe AXA).
Une de ses filles épousera Philippe de Montesquiou-Fézensac.
En 1765, il hérita du château de Prunoy de François Christophe de Lalive, receveur des Finances, acquéreur en 1721 de ce vieux château qu'il fit ensuite transformer (grand corps de logis, hauts pavillons carrés symétriques et fronton armorié) ; il y fit multiplier les plantations et assécher des étangs.
Il était le père de Louise Joséphine Angélique Lalive de Jully (1763-1831), qui épousa le contre-amiral Jean-Baptiste Joseph Hubert de Vintimille-Figanières (1740-1817), et entretint une correspondance suivie avec l'écrivain Joseph Joubert.

### Souvenirs mobiliers
Dans son estampe intitulée Partie de plaisirs (coll. part.), qui lui est dédiée, le graveur Pierre-Étienne Moitte a reproduit la peinture que Lalive de Jully avait commandée à Nicolas Lancret (Musée des Beaux-Arts de Boston) : c'est une copie autographe de son Déjeuner de jambon (1735, musée Condé à Chantilly) plus petite et présentant quelques variantes par rapport à l'original (urne au lieu de la statue de satyre, table de format différent, pas de chaise renversée au premier plan).
Comme son pendant, le Déjeuner d'huîtres, de Jean-François de Troy (1735), commandé également par Louis XV en 1734, ce tableau fut inséré dans les boiseries de la salle à manger des Petits Appartements du roi du château de Versailles, jusqu'en 1768 ; revendiquées en 1817, sans droit ni titre par le futur Louis-Philippe Ier, les deux œuvres intégrèrent sa collection au château d'Eu, puis furent retirés de sa vente à Londres en 1857, à la demande de son fils Henri, duc d'Aumale, qui les racheta. 
Le célèbre bureau plat dit à cartonnier de Lalive de Jully par Joseph Baumhauer (1757), au décor dit « à la Grecque », considéré comme un des prototypes de meubles de style néoclassique français (musée Condé à Chantilly) paraît être celui devant lequel il est représenté ci-contre, par Greuze, jouant de la harpe assis sur un siège à dossier bas assorti orné du même motif de lourde guirlande en bronze doré.

## Honneurs
- 27 avril 1754 : Associé libre de l'Académie de peinture
- 20 janvier 1756 : Introducteur des ambassadeurs
- Chevalier, baron du Châtelet, marquis de Rémoville, seigneur du franc-alleu noble de Saint-Romain

## Œuvres
La Live de Jully est dessinateur et graveur au burin et à l'eau-forte.

Caricatures
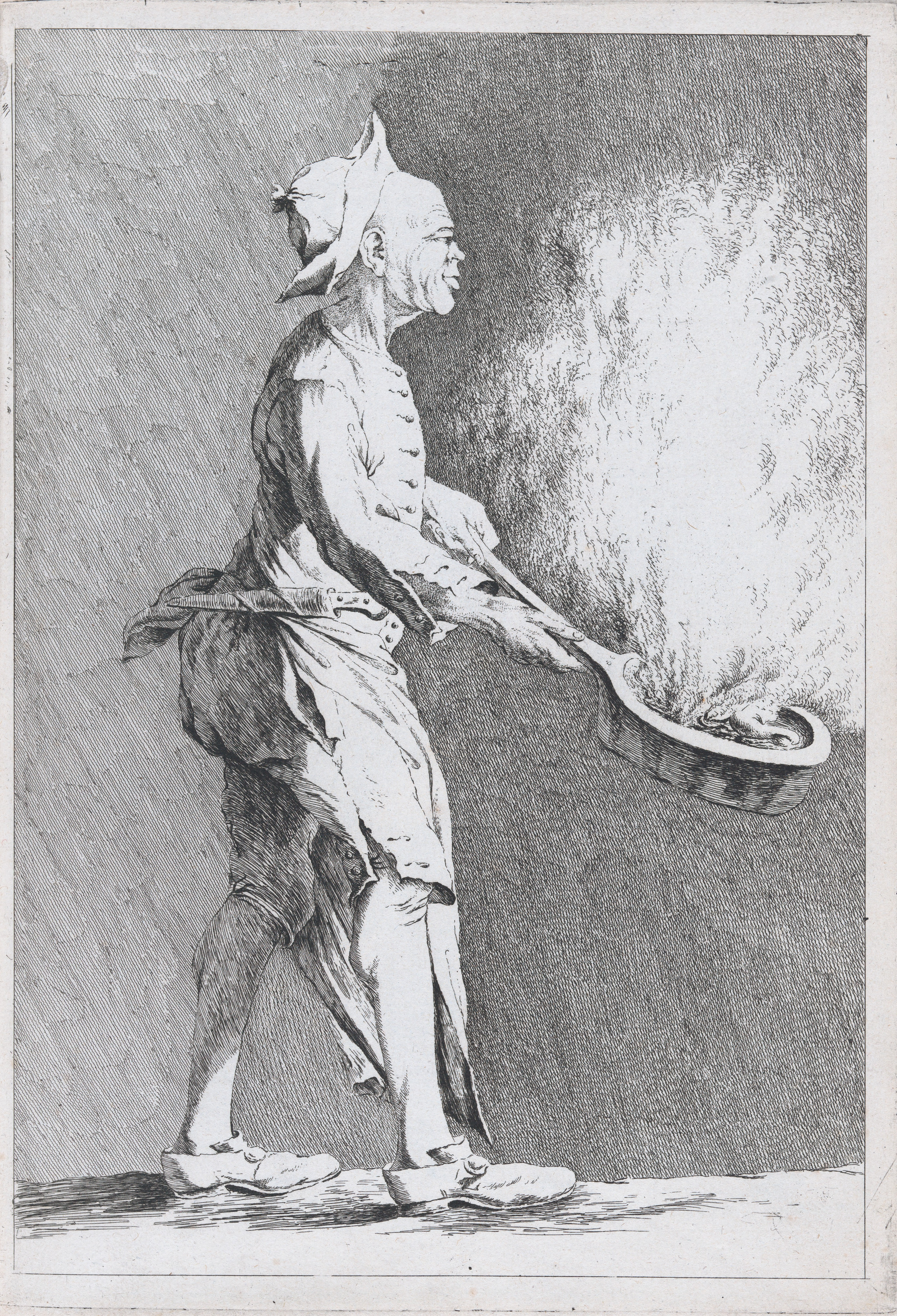
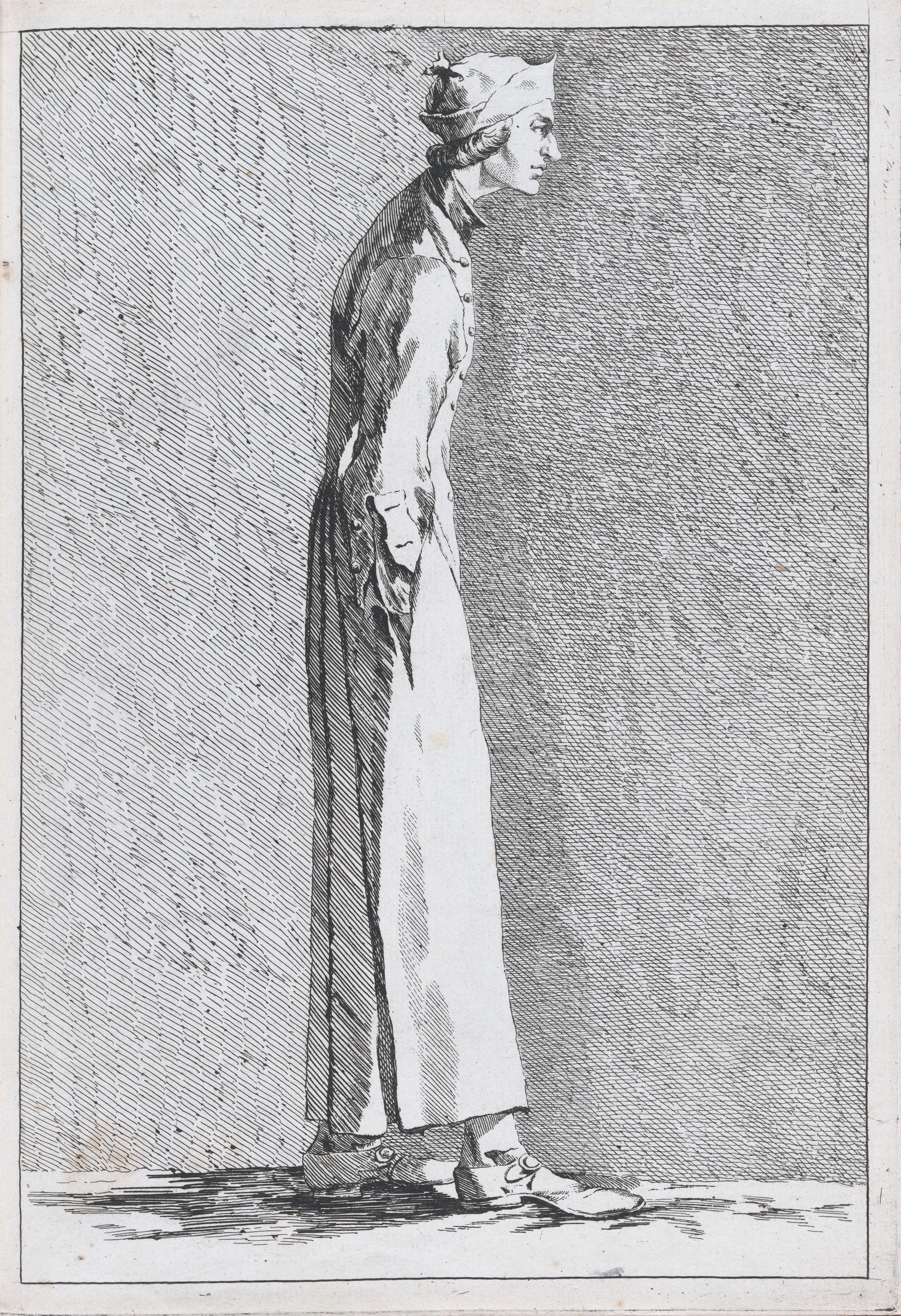
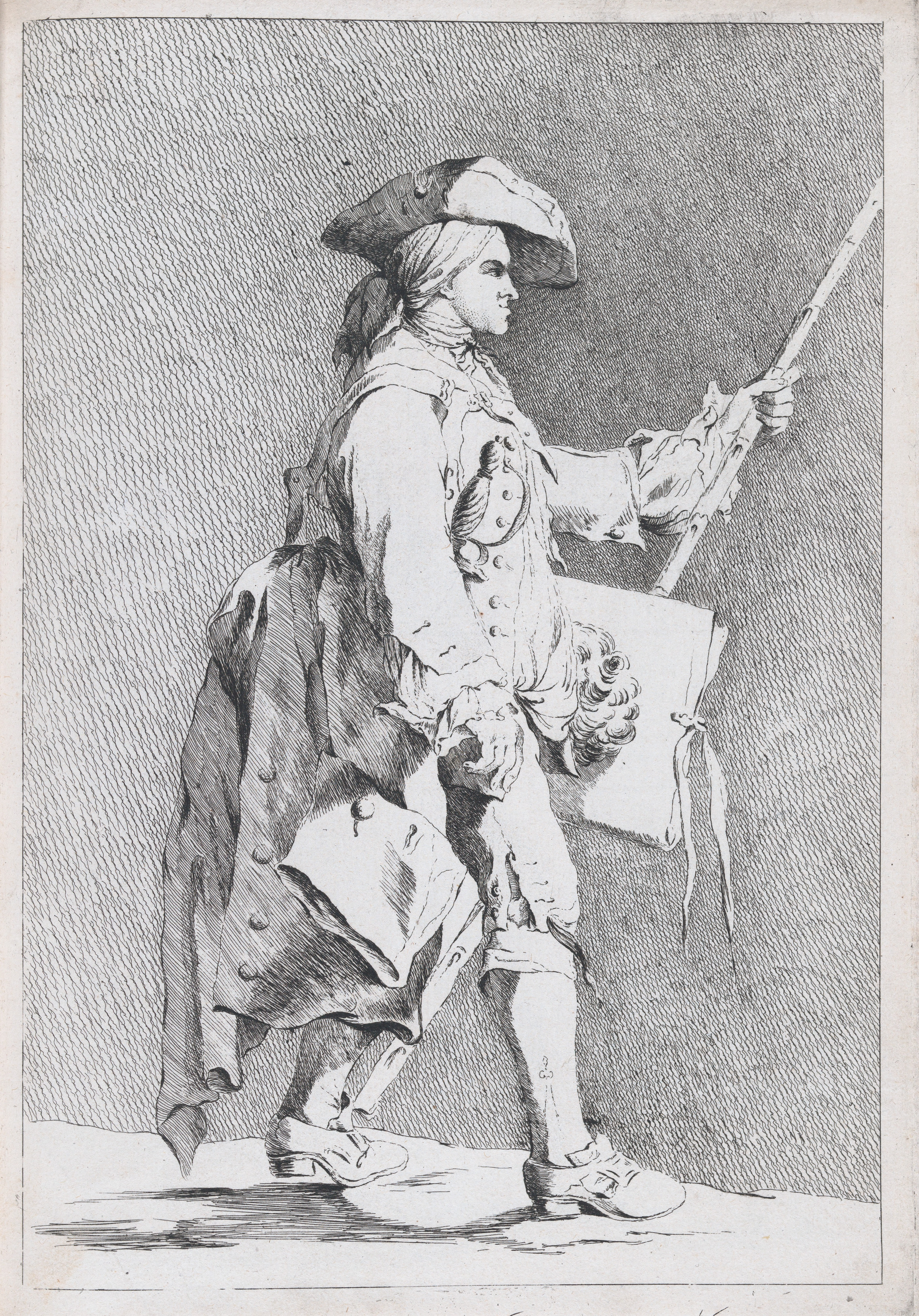
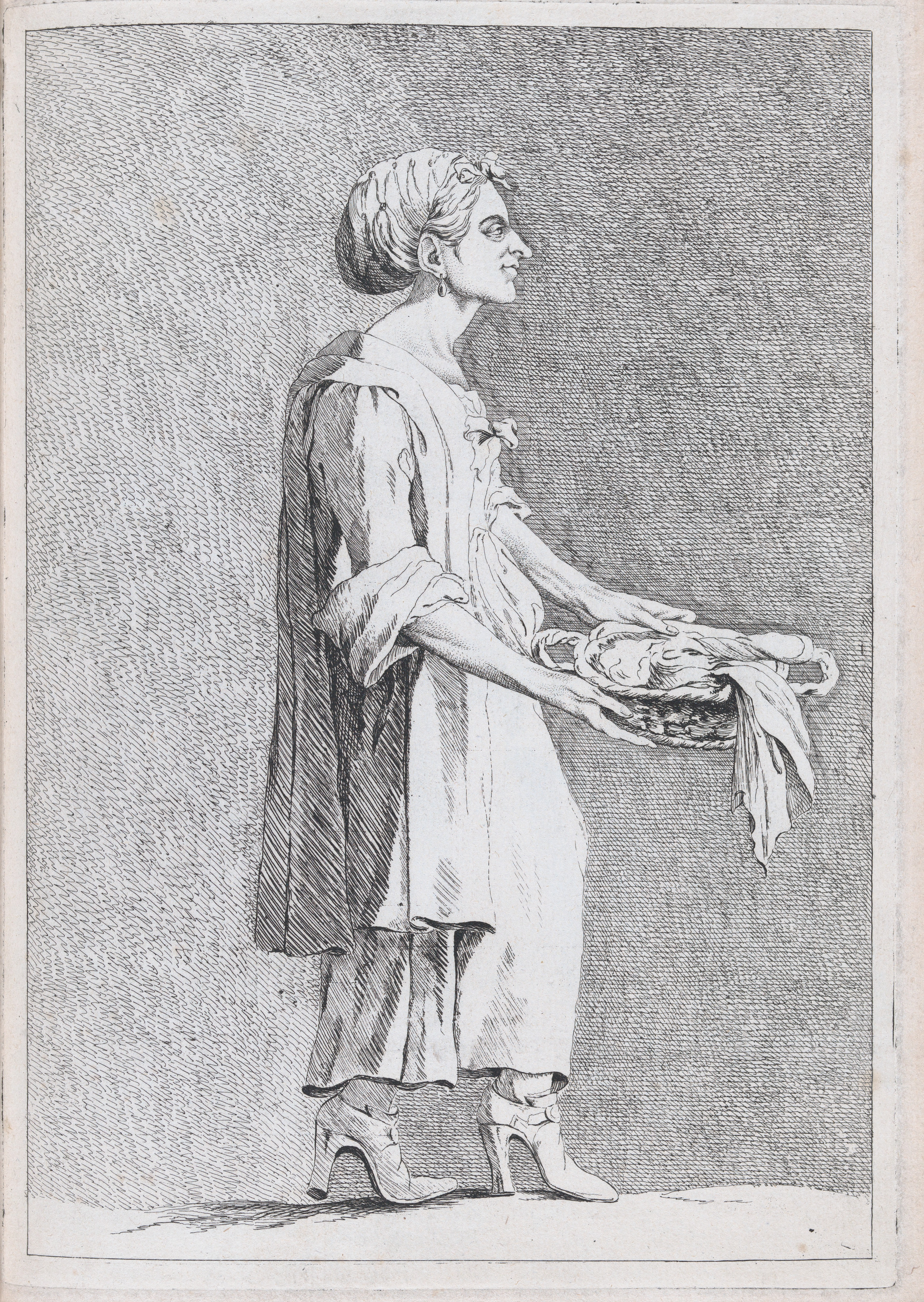
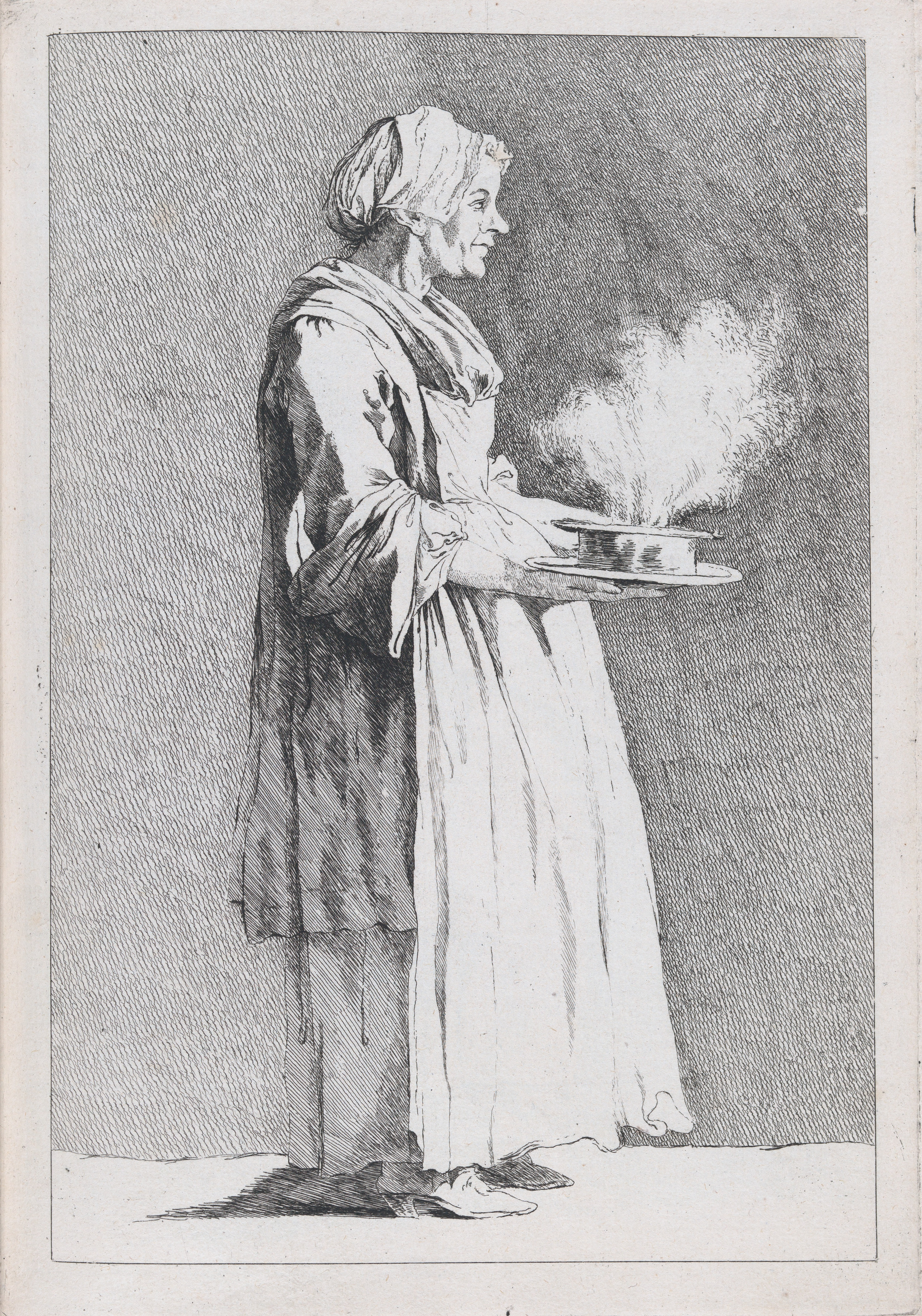

Il réalise lui même, vers 1770, un catalogue de sa collection personnelle, laquelle est particulièrement riche de sculptures en terre cuite et d'œuvres d'artistes contemporains.